# هولاس بينسه
هولاس بينسه (من مواليد 4 أغسطس 1997) هو لاعب ألعاب قوى مجري متخصص في رياضة رمي المطرقة، حصل على الميدالية الفضية حدث رمي المطرقة في دورة الألعاب الأولمبية الصيفية 2024 بتحقيقه مسافة 79.97 مترًا، وكذلك الميدالية البرونزية في بطولة العالم عام 2019 وعام 2023. بالإضافة إلى ذلك فاز بميداليات ذهبية في بطولة أوروبا تحت 23 سنة 2017 وبطولة العالم تحت 20 سنة 2016. حصل على الميدالية البرونزية في بطولة أوروبا في برلين عام 2018، أفضل رقم شخصي له في هذا الحدث هو 80.92 مترًا  عندما حقق الميدالية الفضية في رمي المطرقة بمسافة 80.92 متر في بطولة أوروبا لألعاب القوى في ميونيخ.